# Gość Niedzielny
Gość Niedzielny (El Invitado Dominical) es una revista polaca de opinión de alcance internacional, conservadora y católica, publicada en Katowice.

## Historia[3]

### 1923-1939
La revista se publicaba semanalmente bajo la Administración Apostólica de Silesia. El primer número se publicó el 8 de septiembre de 1923, con el artículo inicial de August Hlond. El organizador del periódico fue el sacerdote Teodor Kubina, que escribía sus primeros artículos. Las primeras ediciones de la revista tenían solo 8 páginas. En 1942, el sacerdote Józef Gawlina llegó a ser el jefe de redacción y consiguió aumentar el tiraje de 13 a 38 mil ejemplares.
Desde 1925 la revista se vinculó con la nueva diócesis en Katowice. En 1926, el P. Alojzy Siemienik fue nombrado su siguiente jefe de redacción. Dirigió la revista hasta septiembre de 1939. En diciembre de 1929, apareció la revista Mały Gość Niedzielny (El Pequeño Invitado Dominical)  destinado a los niños.  El tiraje promedio de la revista era (en los días del P. Siemienik) de 30,000 a 40,000 copias. En septiembre de 1939, la curia en Katowice intentó continuar publicando la revista con el subtítulo "Sonntagstat" bajo la dirección del Padre Paweł Kowalski, y luego del Padre Wilhelm Salbert, pero finalmente fue suspendido en octubre de 1939.

### 1945-1974
La primera edición posguerra apareció el 11 de febrero de 1945. Al principio fue redactada por el Colegio de Obispos. A partir del 22 de julio de 1945, el Padre Klemens Kosyrczyk asumió el cargo de jefe de redacción. Entre sus otros redactores se encontraban: Irena Świda, Stanisław Czech, Kazimierz Gołba, el P. Ludwik Kosyrczyk, el P. Józef Gawor y el P. Jerzy Stroba. La revista fue publicada también en las comunidades de Baja Silesia y de Opole Silesia.
En la década de los 50 su tiraje fue de 100.000 ejemplares. En agosto de 1950 el P. Józef Gawor se convirtió en el jefe de redacción. Tras el exilio del Obispo Stanisław Adamski en noviembre de 1952, las autoridades comunistas ordenaron la suspensión de la distribución de la revista. En enero de 1953 el P. Filip Bednorz, el vicario general, fue encargado de reiniciar la publicación de Gość Niedzielny por las autoridades resultando en un boicot de la revista por otros sacerdotes, pero al final el obispado la recuperó. Sin embargo durante el periodo de Comunismo se enfrentó con muchos problemas como la falta de recursos y una censura constante. 
En 1945 la curia episcopal delegó la publicación de la revista a la editorial Stowarzyszenie PAX. En 1956, el colegio de los obispos se encargó de su redacción con el P. Józef Gawor como jefe de redacción. En 1957, el P. Franciszek Blachnicki (qué también formó parte de la redacción), publicó una parte suplementaria dedicada al movimiento abstemio bajo el nombre de “Niepokalana Zwycięża” (La Inmaculada Victoriosa). En la década de los 60 el tiraje fue casi de 120.000 ejemplares. Diez años más tarde, bajo la influencia de la censura y las limitaciones impuestas por el gobierno, el tiraje bajó a 80.000 ejemplares. Los principales destinatarios de sus artículos fueron personas con menor formación, por lo cual sus textos incluyeron valores educativos.

### 1974-1989
En 1974  el P. Stanisław Tkocz llegó a ser el jefe de redacción, convirtiéndola en una revista más sofisticada dirigida a lectores con mayor formación. Introdujo artículos de temática puramente teológica. El nuevo equipo de redacción se compuso de Kałkusińska, Ryszka, Guziakiewicz, el P. Piecha, y Lewandowska. Entre los autores se encontraban: Braun-Gałkowska, p. Bartnik, Jackowski, Łopuszański, Wuttke, Fijałkowski y Majka.
En 1981 el tiraje creció a 200.000 ejemplares y Gość se convirtió en una revista de ámbito nacional. Durante el periodo de ley marcial hasta marzo de 1982 su publicación se suspendió. Tras el reinicio de su publicación se formaron cinco secciones: la sección social, cultural, informativa y de teología y formación. Hasta 1984 el tiraje siguió siendo 200.000 ejemplares, después fue limitado a 180.000 ejemplares. 

### Años posteriores a 1989
En la década de los 90 apareció la primera sección de publicidad en las revistas católicas. Gość siguió siendo distribuida por las parroquias. El gerente de la sección religiosa fue el P. Jerzy Szymik y en 1992 el puesto fue asumido por el P. Artur Stopka. Andrzej Babuchowski se encargó de la sección cultural, y Ewa Babuchowska de la sección “En nuestra casa”.  A partir de diciembre de 2001, la revista apareció en un formato de menor tamaño, componiéndose de 56 páginas. Tras la muerte del P. Tkocz, Marek Gancarczyk fue nombrado jefe de redacción en noviembre de 2003.
A partir del 2017 la revista colabora con la cadena Religia.tv. En el 2018, el P. Adam Pawlaszczyk fue nombrado el nuevo redactor jefe por el Arzobispo Wiktor Skworc.

## Temática
En sus principios la revista se vinculó con la región de Alta Silesia. En la actualidad se considera una revista nacional. Además cada número contiene suplementos de las diócesis locales. Gość Niedzielny es un semanario de opinión pública vinculado al catolicismo. Trata de temas religiosos, problemas éticos, sociales, políticos, económicos, históricos y médicos. La revista contiene además una serie de reportajes (por ejemplo: Europa arrodillada, Con San Pablo se hace el camino) y una serie de catequesis (Los pilares de la fe, La oración como el pan). La revista es además un foro de discusión sobre la Iglesia en Polonia y el mundo.

## Autores
Una parte importante de la revista son las columnas. Entre los columnistas que colaboran constantemente con la revista Gość Niedzielny se encuentran: Marek Jurek, Barbara Fedyszak-Radziejowska, Wojciech Wencel, Wojciech Roszkowski, Franciszek Kucharczak, el P. Tomasz Horak, el P. Augustyn Pelanowski y Maciej Sablik. El jefe del departamento científico y económico es Tomasz Rożek y el del departamento cultural es Szymon Babuchowski.

## Distribución
La revista se vende en las tiendas “Empik” y en las iglesias los domingos y días festivos. Los ejemplares llegan a las iglesias los jueves. Son impresas por RR Donnelley en Cracovia. A partir de mayo de 2011, Gość Niedzielny y Mały Gość Niedzielny también están disponibles en formato electrónico distribuido por eGazety.

## Tiraje y venta
El tiraje de Gość Niedzielny ascendió a 200,494 copias (en octubre del 2010, fue la más grande entre los semanarios de opinión en Polonia), y la venta promedio de cada número fue de 143 359 (octubre de 2010)..